# Нитрат мочевины
Нитра́т мочеви́ны (нитрат урония, азотнокислая мочевина) — азотнокислая соль мочевины, образующаяся при реакции мочевины и азотной кислоты. Обладает взрывчатыми свойствами.

## Физические свойства
Нитрат мочевины представляет собой твёрдое вещество белого цвета. Плавится (с разложением) при температуре 157–159 °C. Хорошо растворим в воде, хуже в метаноле, этаноле и ацетоне. Нерастворим в азотной кислоте, бензоле, диэтиловом эфире, хлороформе. Менее гигроскопичен, чем мочевина. Вещество взрывоопасно.

## Химические свойства
Является солью слабого основания (урония) и сильной кислоты. В воде подвергается гидролизу, в горячей воде гидролиз ускоряется:
{\displaystyle {\ce {CO(NH2)2*HNO3 <=>[H2O] CO(NH2)2 + HNO3}}}
Разрушается в щелочной среде:
{\displaystyle {\ce {CO(NH2)2*HNO3 + NaOH -> CO(NH2)2 + NaNO3 + H2O}}}
Может выступать катализатором в реакциях нитрования, которые нельзя проводить прямым образом. Например, при прямом нитровании этилового и изопропилового спиртов азотной кислотой они будут ей окислены, однако при добавлении нитрата мочевины, будет происходить этерификация (даже в относительно разбавленных растворах азотной кислоты без водоотнимающих агентов):
{\displaystyle {\ce {C2H5OH + HNO3 ->[CO(NH2)2*HNO3] C2H5ONO2 + H2O}}}

## Получение
Нитрат мочевины получают приливанием раствора мочевины к азотной кислоте. Азотная кислота должна быть концентрированной, поскольку только в этом случае продукт будет отделяться в виде осадка. Как и другие реакции кислот с основаниями, данная реакция сильно экзотермична и может вызвать вскипание.
{\displaystyle {\ce {CO(NH2)2 + HNO3 -> CO(NH2)2*HNO3 v + Q}}}
Может быть также получен обменными реакциями с участием нитрат ионов и мочевины в кислой среде:
{\displaystyle {\ce {CO(NH2)2 + NaNO3 + HCl -> CO(NH2)2*HNO3 + NaCl + H2O}}}